# 2-propanolo
L'alcool isopropilico, (IUPAC propan-2-olo), o 2-propanolo, è un alcool di formula CH3CH(OH)CH3, incolore e moderatamente volatile, con un forte odore caratteristico, non sgradevole se puro.
Viene spesso denominato "isopropanolo", sebbene tale denominazione sia espressamente citata dalla IUPAC come errata: infatti, se avesse tale nome, l'alcool isopropilico dovrebbe derivare "dall'isopropano", idrocarburo inesistente perché il propano non ha chiaramente isomeri. Tuttavia, il nome è diffuso poiché questo alcool è isomero costituzionale del propanolo (n-propanolo).

## Proprietà
L'alcool isopropilico è miscibile in acqua, etanolo, etere e cloroformio. È in grado di sciogliere etilcellulosa, polivinilbutirrale, molti olii, alcaloidi, gomme e resine naturali. A differenza dell'etanolo o del metanolo, l'alcool isopropilico non è miscibile con le soluzioni saline e può essere separato da soluzioni acquose aggiungendo un sale come il cloruro di sodio. Il processo viene chiamato salting out e permette di concentrare l'alcool isopropilico in una fase distinta.
La miscela di acqua e alcool isopropilico abbassano il punto di fusione, che in composto al 87,7% in peso (91% vol.), forma un azeotropo con punto di ebollizione di 80,37 °C.  La viscosità di questo alcool aumenta al diminuire della temperatura, fino a solidificare a -89 °C.
La assorbanza massima si trova nello spettro ultravioletto-visibile, a 205 nm.
L'alcool isopropilico ha un sapore leggermente amaro e non è commestibile.

## Sintesi
L'alcool isopropilico viene prodotto dall'idratazione del propilene, attraverso due vie principali:
1. Metodo indiretto, doppio stadio in fase liquida attraverso l'estere solforico.

L'addizione dell'acido solforico avviene a 20 °C e 10-12 bar (H2SO4 94%) oppure a 60-65 °C e 25 bar con concentrazione acido al 70%. Successivamente diluendo con acqua si idrolizza l'estere solforico. Questo processo viene utilizzato da BP, Shell e Texaco.
{\displaystyle {\ce {CH3CH=CH2 + H2SO4 -> (CH3)2CHOSO3H + H2O -> (CH3)2CHOH}}}
2. Metodo diretto, singolo stadio, idratazione in fase gas del propilene.

Le tipiche condizioni operative sono 270 °C e 250 bar su catalizzatori che possono essere WO3/SiO2 con promotori di ZnO (processo ICI) oppure 175-190 °C 25-40 bar catalizzato da H3PO4 su supporti di silice. Su questo schema esistono numerose variazioni di condizioni operative tra i diversi produttori.

## Usi
L'alcool isopropilico è usato comunemente come detergente, come blando disinfettante cutaneo (rubbing alcohol) al pari dell'alcol etilico denaturato, come solvente e come additivo nelle industrie e nella stampa offset nonché come importante intermedio per sintesi farmaceutiche e cosmetiche. Viene anche usato come additivo per carburanti e come liquido per i radiatori delle automobili.
L'alcool isopropilico trova anche impiego come additivo per particolari tipi di benzina per veicoli, perché permette che l'acqua eventualmente presente non si separi in una fase distinta, cosa che farebbe aspirare acqua al motore causandone lo spegnimento.
È anche un ottimo sgrassante che viene spesso usato per la pulizia di dispositivi ottici (lenti, obiettivi fotografici, microscopi) ed elettronici (lenti laser per CD/DVD, nastri magnetici, circuiti stampati, sensori), in quanto rispetto all'alcool etilico (etanolo) aggredisce meno i delicati rivestimenti superficiali di questi dispositivi. È inoltre usato per pulire i monitor dei computer e come blando solvente per togliere la "pasta termica" dalla CPU (normalmente usato il grasso al silicone). Un altro utilizzo in campo elettronico (seppur ottico) è nella connessione delle fibre ottiche, in quanto evaporando non lascia residui e non danneggia i piccoli componenti (nell'ordine del decimo di millimetro).
Viene ampiamente utilizzato per la detersione dei piatti di stampa 3D.
Si usa anche per combattere le infestazioni di cocciniglie sulle piante. E viene utilizzato nei comuni detergenti lavapavimenti.
Ne viene fatto uso in istochimica per evidenziare i lipidi, ad esempio, nel tessuto adiposo. Data la sua parziale idrofobicità viene utilizzato per mettere in soluzione acquosa uno dei coloranti idrofobici (devono necessariamente essere idrofobici per legarsi ai lipidi, a loro volta idrofobici) della famiglia dei Sudan. Non appena il tessuto viene immerso nella soluzione il Sudan si separa dall'alcool isopropilico per andarsi a legare con i lipidi. A questo punto si è ottenuta la colorazione desiderata.

## Conservazione e tossicità
L'alcool isopropilico è altamente infiammabile, quindi va conservato e maneggiato lontano da scintille, fiamme o fonti di calore.
Il 2-propanolo esibisce scarsa tossicità acuta per via orale, mentre per via inalatoria se gli animali sono esposti ad alte concentrazioni di vapori, manifestano irritazioni delle membrane mucose, atassia, prostrazione, depressione del sistema nervoso centrale e morte.